# Qué pena tu vida
Qué pena tu vida es una película chilena dirigida y escrita por Nicolás López, protagonizada por Ariel Levy, Lucy Cominetti y Andrea Velasco. Es una comedia romántica que aborda las relaciones amorosas en los tiempos donde es predominante el uso de redes sociales como Facebook y Twitter.

## Sinopsis
Cuenta los problemas de Javier (Ariel Levy), un joven publicista de 29 años que ve cómo se queda sin trabajo y sin su novia, Sofía (Lucy Cominetti). Meses después, vuelve para intentar volver con ella, pero se encuentra con que la chica ya tiene nueva pareja. Luego comienza a ver a su mejor amiga, Ángela (Andrea Velasco), como algo más y se da cuenta de lo importante que es ella en su vida.

## Argumento
La película relata la historia de Javier Fernández, un publicista de 29 años que recientemente término su relación con Sofía Cinetti, y de cómo intenta en un principio recuperar y luego olvidar a la mujer que fue su pareja durante 2 años. Previo a estos acontecimientos se muestra unas escenas de 2 años atrás, cuando sobre el Río Mapocho Javier le dice a Sofía “te amo” (pese a que llevan saliendo 3 semanas), ella solo le dice “Gracias” y se va corriendo del lugar. Tras esto llama a su mejor amiga Ángela de María, quien le cuenta lo sucedido y esta le dice que debió esperar más pero como ve que él no podía aguantarse solo le responde “Que pena tu vida”.
La película alterna escenas con comentarios de los propios protagonistas sobre ciertos acontecimientos del film. En una de esas escenas, se muestra a Javier y Sofía en la casa de la madre de Javier. Él cree que tuvieron relaciones cuatro veces (en realidad rompió tres condones en el intento). La madre de Javier aparece y lo ridiculiza contándole a Sofía cosas de su infancia, incluido su apodo "Caqui". Javier se ilusiona con la posibilidad de recomponer la relación cuando Sofía le menciona que se tomó un tiempo con su actual novio y dejó de hablarle. Esto lleva a Javier a volverse loco buscándola, irónicamente siendo él quien había terminado la relación. Ignorando los consejos de Ángela, Javier rompe la tapa del auto de un desconocido creyendo que era de Sofía y un carabinero lo multa por estar mal estacionado. Estos incidentes motivan a Sofía a terminar definitivamente la relación y le pide a Javier que no vuelvan a contactarse.
Tras esto, Javier se vuelve más loco de lo normal, saliendo todas las noches e incrementando la deuda de su línea de crédito, solo le quedaba el consuelo de Ángela quien era quien lo controlaba a menudo, pero él seguía obsesionado con Sofía, viendo sus videoclips (puesto que ella aspiraba a ser cantante y se hizo conocida gracias a su actual pareja Jean Paul) o recordando los lugares donde se juntaban. Luego de un encontrón con una treintañera divorciada recientemente (Ángela debió sacarlo de una comisaría) y de ir al cumpleaños de un exnovio de Ángela, conoce a una mujer llamada Úrsula, quien la invita a un local, en el cual justo se presentaban Sofía y Jean Paul; Javier despechado la increpa en el estacionamiento y solo consigue que su ex le diga que si será capaz de encontrar a alguien que la quiera como ella.
Después de tener relaciones con Úrsula y que se le haya roto el condón, Javier consigue la ayuda de su madre para obtener la pastilla del día después; ya viendo que su situación económica y laboral es insostenible (adeudaba más de 15 millones al banco y debió vender su auto y departamento), debió arrendar donde Walter, el barman del bar Constitución al que Javier suele ir, y no acepta la ayuda de Ángela para un trabajo transitorio mientras consigue algo mejor, además de encontrarse con su novia de hace años Mariana durante un evento en el que Ángela lo llevó para hacerle compañía, pero Javier a abandona para irse con su ex pero luego de enterarse de que está embarazada decide irse y volver con Ángela (quien pese a todo lo esperó hasta el anochecer) pero luego de que ella le sacara en cara el abandonarla por otra mujer y que este le diera que lo dice por celos, lo deja tirado en la carretera teniendo que volver haciendo dedo, y llegando tarde a una entrevista laboral en una agencia cuyo dueño resultó ser la persona a quien Javier le rompió la tapa del auto en casa de Sofía.
Luego de cerrar el acuerdo de arriendo con Walter, ambos salen a ligar, pero después de 3 bar y 2 “after” son perseguidos por 2 mujeres cuchillo en mano y más tarde se va de la habitación de Walter cuando este intento obligarlo a jugar a ”esconderlo en la boca”. Intenta encontrar refugio donde Ángela (quien no le hablaba de lo sucedido en el evento) que inició una relación con el dueño de la agencia donde Javier intentó trabajar. Para su sorpresa, su madre también inició una relación con el mismo carabinero que lo parteó en casa de Sofía y que se casarían brevemente.
Tras comparar su estado con el de Ángela elimina su cuenta de Facebook y desilusionado toma una bicicleta, alcohol y se dispone a viajar por Santiago mientras ignora a todo y todos (incluso haciendo alusión a Sofía cuando ve su cartel en un edificio), Ángela lo encuentra deprimente y le dice que pese a que sus problemas no son tan graves como los suyos ella sabe que no siempre será así, además de decirle que se merece todo lo que le pasa por su egoísmo y el no valorar todo lo que tiene. Javier recapacita luego de eso y va a pedirle perdón a Sofía con lágrimas en los ojos por todo el mal que le hizo y que solo deseaba que ella fuera feliz, ella acepta y ambos se dan un abrazo amistoso.
En la boda de la madre de Javier, recibe un llamado de Ángela, quien se entera de que su  pareja era casado y salía con 2 mujeres más, y le pide disculpas por su actitud con el últimamente, tras esto ambos se van a la boda de la madre de Javier y disfrutan de la fiesta. Amaneciendo, ambos están sobre el Río Mapocho y Javier envía un SMS destinado a su amiga el cual no se revela lo que dice (pero se deduce de que le pide pololeo), ella al leerlo le dice que esto lo hace porque sabía que podía perderla, sin embargo Javier le dice que lo hace porque la ama; ella le dice si puede correr y tomar un taxi (haciendo alusión a lo que Sofía hizo cuando se le declaró en el mismo lugar) y luego de que le dijera que una idiota y ella a él un estúpido se besan mientras se ve a una pareja detrás “tocando el violín”. Finalizando aparece Ángela y Javier y luego de decirle que fueron muy felices, ella dice que sería más feliz si la sacara a bailar una vez a la semana, a lo que él responde ¿“Pa’ qué?”

## Elenco
- Ariel Levy como Javier Fernández O'Ryan.
- Lucy Cominetti como Sofía Coccolo.
- Andrea Velasco como Ángela de María.
- Matías López como Jean Paul Cárcamo.
- Nicolás Martínez como Walter Gómez.
- Claudia Celedón como Patricia O'Ryan.
- Ramón Llao como Rafael Pérez.
- Paz Bascuñán como Paz Bascuñán.
- Marcial Tagle como Mario Alcázar.
- Ignacia Allamand como Úrsula Brunner.
- Boris Quercia como Lalo Carter.
- Leonor Varela como Alma Subercaseaux.
- Álvaro Morales como Diego Brethauer.
- José Martínez como Cristián "Tigre" Campino.
- Carolina Paulsen como Jasmina.
- Gabriela Hernández como Carmina Correa.
- Fabrizio Copano como Ignacio Quezada.
- Carolina de Moras como María del Pilar Lyon.
- María Luisa Mayol como Modelo.

## Recepción
La película recibió críticas negativas de parte de los analistas y medios especializados. El crítico de cine chileno, Leopoldo Muñoz del periódico Las Últimas Noticias calificó la cinta como "infumable".
El crítico de cine de Terra Chile, Travis Bickle, calificó a la cinta como "otro de los arranques de grandeza de su director, es terrible(...) Esta seudo copia de la cinta 500 días con ella responde a los alardes personales de López e incluye ese tono de videoclip de MTV que no logra desaparecer de su cine (...) Pese a los intentos actorales, Que pena tu vida no habla de nada y no es más que un berrinche existencialista de un muchacho de clase alta."
El periodista de espectáculos Ítalo Passalacqua le entregó nota 3 de un máximo de 7, mientras que René Naranjo se refirió a la película como una apuesta que descalificaba a las personas obesas y con síndrome de Down.
A pesar de las críticas, casi en su totalidad negativas, Que pena tu vida en su día de estreno contó con 3600 espectadores, convirtiéndola en éxito de taquilla (esto provocado por la campaña mediática antes de su estreno y por alusión a redes sociales), y en el segundo largometraje chileno más visto durante el año 2010 con 94 044 espectadores, siendo sólo superado por el documental Ojos rojos con 119 037 espectadores.

## Secuelas
Tras el éxito de Que pena tu vida, López anunció la realización de una secuela de la película, con el nombre de Qué pena tu boda, la cual se estrenó en octubre de 2011. El 3 de enero de 2013 se estrenó la tercera parte de la saga, Qué pena tu familia terminando así la trilogía.

## Versiones
- Qué pena tu vida, Versión mexicana estrenada en el 2016 dirigida por Luis Eduardo Reyes y protagonizada por José María de Tavira, Aislinn Derbez, Ilse Salas y Fernanda Castillo.

- que pena tu boda, versión mexicana de la secuela "que pena tu boda" estrenada en el 2019